# Liste de sursauts gamma

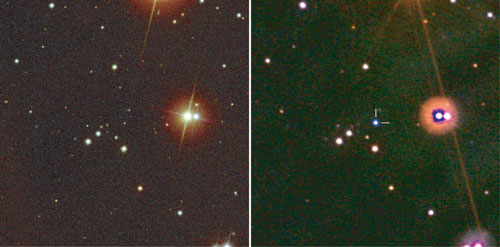
GRB 060218

Cette page présente une liste de sursauts gamma. Plusieurs de ces sursauts particuliers ont longtemps été confondus avec les supernovæ et hypernovæ.

## Liste
1. GRB 670702 (ja) : Premier sursaut gamma détecté par les satellites espions du Projet Vela de l'United States Air Force, alors qu'ils vérifiaient que le traité 1963 n'était pas violé par l'URSS.
2. GRB 971214 : (1SAX J1156.4+6513) observé en 1997, George Djorgovski estime son énergie à une centaine de supernova.
3. GRB 970402 : observé le 2 avril 1997 constellation du Compas.
4. GRB 970508 : observé le 8 mai 1997 à 21:42 UTC pendant 15 secondes par BeppoSAX.
5. GRB 980425 : observé le 25 avril 1998 à 21:49 UTC, Première détection d'une supernova associée à un sursaut gamma.
6. GRB 990123 : observé le 23 janvier 1999 par BeppoSAX.
7. GRB 991216 : dit Beethoven Burst observé le 16 décembre 1999 par le Dr Brad Schaefer de l'université Yale.
8. GRB 000131 (en) : observé le 31 janvier 2000 à 14:59 UTC par WIND, Ulysses, NEAR Shoemaker et BATSE.
9. GRB 011211 (en) : observé le 11 décembre 2001 à 19:09:21 UTC par BeppoSAX pendant 270 secondes.
10. GRB 020813 (en) : observé le 13 août 2002 à 02:4 UTC par High Energy Transient Explorer.
11. GRB 070707 : observé en octobre 2002[1].
12. GRB 030329 (en) : observé le 23 mars 2003 à 11:37 UTC par HETE pendant 25 secondes dans la constellation du Lion.
13. GRB 050509b (en) : Première localisation précise d'un sursaut gamma court observé le 9 mai 2005 par SWIFT.
14. GRB 050709 (en) : observé le 9 juillet 2005 à 22:36:37 UTC par High Energy Transient Explorer.
15. GRB 050904 (en) : observé le 4 septembre 2005 dans la constellation des Poissons, c'est la plus lointaine étoile solitaire détectée de façon certaine (type long Sursaut gamma).
16. GRB 051221A (en) : observé le 21 décembre 2005 par SWIFT.
17. GRB 060218 (en) : observé le 18 février 2006 dans constellation du Bélier.
18. GRB 070714B (en) : observé le 14 juillet 2007 à 04:59:29 UTC par SWIFT dans la constellation du Taureau pendant 3 secondes.
19. GRB 070125 (en) : observé le 25 janvier 2007, 1 mois après il est détecté par Large Binocular Telescope, type hypernova.
20. GRB 970228 : première détection de l'émission rémanente d'un sursaut gamma le 28 février 1997 par Beppo-SAX d'une durée de 80 secondes dans la constellation d'Orion.
21. GRB 070714B (en) : observé le 14 juillet 2007 à 04:59 UTC par SWIFT pendant 3 secondes.
22. GRB 080916C (en) : observé le 16 septembre 2008 par la mission Fermi Gamma-ray Space Telescope, GRB 080916C est à ce jour le sursaut gamma détecté à la plus haute énergie observable (TeV). Il se situe dans la constellation de la Carène et a émis sa lumière il y a 12,2 milliards d'années[2].
23. GRB 080913 (en) : observé le 13 septembre 2008 par SWIFT dans la constellation d'Éridan, c'est un type de supernova.
24. GRB 090423 : observé le 23 avril 2009 à 07:55 UTC, d'une durée de 10 secondes, c'est le plus lointain sursaut gamma détecté à ce jour[3].
25. GRB 100621A (en) : observé le 21 juin 2010 par SWIFT non loin de la Voie lactée.
26. GRB 110328A (en) : observé le 28 mars 2011 par SWIFT
27. GRB 160821B : observé le 21 août 2016 à la fois par Hubble et par SWIFT, est une kilonova, fusion de deux étoiles à neutrons[4].
28. GRB 170817A : le 17 août 2017, fusion de deux étoiles à neutrons au sein de la galaxie NGC 4993, première détection d'ondes gravitationnelles (GW170817) pour laquelle une contrepartie électromagnétique a été détectée.
29. GRB221009A (en) : observé le 9 octobre 2022[5] en lumière visible et en rayons gamma, sursaut gamma le plus puissant connu à cette date (18 TeV)[6].
30. GRB 230307A (en) : observé le 7 mars 2023 par le télescope spatial Fermi, c'est le deuxième GRB le plus brillant observé en plus de 50 ans d'observations, environ 1 000 fois plus lumineux qu'un sursaut gamma typique, et il a duré 200 s. Il a aussi été observé en rayons X, dans le visible, dans l'infrarouge et dans les fréquences radio : le signal optique et infrarouge était de faible intensité et évoluait rapidement dans le temps, en passant du bleu au rouge avec toutes les caractéristiques d'une kilonova résultant de la fusion de deux étoiles à neutrons. Le spectre de la source présente également de larges raies qui montrent que le matériau est éjecté à grande vitesse, et celles caractéristiques du tellure : c'est la première fois qu'un élément aussi lourd est détecté dans le spectre d'un GRB. Les observations dans l'infrarouge ont permis de localiser la kilonova, à environ 120 000 a-l de la galaxie spirale dont la paire d'étoiles à neutrons avait été éjectée[7],[8].

Pour les Russes, voir les missions des fusées Voskhod & Zenit dit « Kosmos » ; par exemple Kosmos 428 a détecté un GRB en 1971.